# Torre de San Miguel (La Puebla de Montalbán)
La Torre de San Miguel es una torre situada en el municipio español de La Puebla de Montalbán, en la provincia de Toledo (Castilla-La Mancha). Fue declarada Bien de Interés Cultural el 2 de marzo de 1993 (la fecha de publicación en el Diario Oficial de Castilla-La Mancha fue el 31 de marzo de ese mismo año) En el año 1604 su construcción era dirigida por el maestro Cristóbal Ortíz. Tiene influencias herrerianas. En el emplazamiento de la edificación hubo otro torre distinta a la actual, construida en 1575 por Hernández González. En la actualidad se encuentra junto a un cementerio.

## Descripción
Según la descripción histórico artística adjunta al anexo de la publicación de su declaración como BIC del 31 de marzo de 1993 se trata de una alta y sólida construcción de mampostería, sillería y ladrillo, de planta cuadrada, orientada por sus caras o fachadas, que consta de cuatro cuerpos superpuestos con tejado a cuatro aguas. Sobre un basamento de piedra sillar, asienta el primer cuerpo que es de mampostería, ladrillo y sillería, con los sillares de esquina almonadillados. En su fachada del oeste hay un esbelto arco de medio punto, hoy ciego, también de almohadillada sillería, bajo el cual se dejó una pequeña puerta de ingreso, sin carácter alguno. Los tres siguientes cuerpos son de ladrillo. Las fachadas del segundo y del tercero muestran sendos cuerpecillos arquitectónicos, compuestos de pilastras y frontón, y las del cuarto, sendos arcos semicirculares.